# Мантофазматоды
Мантофазматоды, или гладиаторы (лат. Mantophasmatodea), — подотряд африканских хищных насекомых, открытый в 2002 году. Вначале был выделен как новый отряд, но благодаря исследованиям митохондриальной ДНК в 2006 году было выявлено сходство с отрядом тараканосверчков, с которыми мантофазматид объединили в отряд Notoptera.
Мантофазматод называют также «гладиаторами» из-за их способа охоты: хищник подтягивает жертву крючками на передних ногах и умерщвляет ротовым аппаратом.

## Описание
Представители подотряда лишены крыльев даже во взрослом состоянии, что усложняет их определение. Мантофазматоды выглядят как помесь богомола и палочника. Гладиаторы были первоначально описаны по старым музейным экспонатам, найденным в Намибии (Mantophasma zephyrum) и Танзании (M. subsolanum), а также по инклюзам балтийского янтаря (Raptophasma kerneggeri) возрастом 45 млн лет.
Живые представители были найдены в Намибии международной экспедицией в 2002 году. Tyrannophasma gladiator была найдена на массиве Брандберг, а Mantophasma zephyrum в горах Эронго.
Мантофазматоды встречаются в относительно сухих местообитаниях с сезонными дождями. Обычно держатся в куртинках травянистой, реже кустарниковой растительности. Большинство видов ведут ночной образ жизни, но среди намибийских видов есть и дневные. Некоторые виды прячутся в щелях скальных пород.

## Классификация
Наиболее поздняя классификация различает многочисленные роды, включая вымершие. К августу 2013 года учёными описано 23 вида, включая 6 ископаемых видов (Zhang, 2013).
Семейство Mantophasmatidae
- † Род Raptophasma Zompro, 2001
- † Род Adicophasma Engel & Grimaldi, 2004
- † Род Ensiferophasma Zompro, 2005 (могут не относиться к Mantоphasmatodea)

- Подсемейство Tanzaniophasmatinae
  - Род Tanzaniophasma Klass, Picker, Damgaard, van Noort & Tojo, 2003
- Подсемейство Mantophasmatinae
  - Триба Tyrannophasmatini
    - Род Praedatophasma Zompro & Adis, 2002
    - Род Tyrannophasma Zompro, 2003

  - Триба Mantophasmatini Zompro, Klass, Kristensen & Adis, 2002 (? парафилетическая группа)
    - Род Mantophasma Zompro, Klass, Kristensen & Adis, 2002
    - Род Sclerophasma Klass, Picker, Damgaard, van Noort & Tojo, 2003

  - Триба Austrophasmatini Klass, Picker, Damgaard, van Noort & Tojo, 2003
    - Род Austrophasma Klass, Picker, Damgaard, van Noort & Tojo, 2003
    - Род Hemilobophasma Klass, Picker, Damgaard, van Noort & Tojo, 2003
    - Род Karoophasma Klass, Picker, Damgaard, van Noort & Tojo, 2003
    - Род Lobatophasma Klass, Picker, Damgaard, van Noort & Tojo, 2003 (ранее Lobophasma)
    - Род Pachyphasma Wipfler et al., 2012
    - Род Striatophasma Wipfler et al., 2012
    - По меньшей мере, 3 вида одного или нескольких родов

Некоторые подсемейства и трибы готовы получить статус семейства.